# Tomáš Kratochvíl (politik)
Tomáš Kratochvíl (* 1. května 1968) je český politik a právník, od roku 2014 starosta městské části Brno-Bystrc.

## Život
V roce 2007 se stal členem České strany sociálně demokratické (od roku 2023 Sociální demokracie), od roku 2012 byl předsedou místní organizace strany. Osobními politickými tématy Tomáše Kratochvíla byla podpora sportu, prosazování zásady subsidiarity (zvyšování pravomocí místních samospráv) a imigrační politika země. Aktivně se vyslovil proti obcházení pravidel pro přidělování městských bytů ve prospěch cizinců. Je signatářem memoranda Spravedlivé město, platformy prosazující změnu v dělbě kompetencí mezi městskými částmi Brna a vedením města. Zasazuje se o rovnoprávné rozdělování peněz z rozpočtu Brna na kulturní i jiné účely.
Do zastupitelstva Městské části Brno-Bystrc kandidoval jako člen ČSSD už v komunálních volbách v roce 2010, ale neuspěl. Zvolen byl až ve volbách v roce 2014 z pozice lídra kandidátky ČSSD. Dne 6. listopadu 2014 se stal starostou městské části, ve funkci vystřídal Vladimíra Vetchého.
Ve volbách v roce 2018 opět obhájil post zastupitele městské části Brno-Bystrc, také tentokrát byl lídrem kandidátky. V polovině listopadu 2018 byl opět zvolen starostou městské části Brno-Bystrc.
V komunálních volbách v roce 2022 kandidoval za ČSSD do Zastupitelstva města Brna, a to na kandidátce subjektu „ČSSD VAŠI STAROSTOVÉ“. Neuspěl, skončil však jako první náhradník. Za stejné uskupení byl i lídrem kandidátky do Zastupitelstva městské části Brno-Bystrc, v tomto případě se mu podařilo mandát obhájit. V polovině října 2022 se stal po třetí starostou městské části Brno-Bystrc.
V červnu 2025 SOCDEM opustil kvůli jejímu vyjednávání o společné kandidatuře s hnutím Stačilo!. Ve sněmovních volbách v roce 2025 kandiduje na 3. místě kandidátní listiny Motoristů sobě v Jihomoravském kraji.
Žije v Brně-Bystrci. Jeho koníčky jsou historie, turistika, cyklistika a další sporty. Je nadšeným motorkářem.[zdroj?]

### Kontroverze
V roce 2015 byl účastníkem soudního sporu.. V roce 2018 se řešilo jeho majetkové přiznání, v němž nebyla uvedena koupě domu. V roce 2019 Ministerstvo spravedlnosti rozhodlo, že žádnou povinnost ve věci přiznávání příjmů nebo majetkového přiznání starosta Kratochvíl neporušil, neboť takovou povinnost v daném období neměl.